# Glossaire de Dune

Cette liste regroupe les principaux termes rencontrés dans l'univers de Dune créé par Frank Herbert, ainsi que dans les préquelles et suites écrites par Brian Herbert et Kevin J. Anderson, ou encore les films, séries télévisées et autres œuvres dérivées. Le cycle de Dune emploie de nombreux termes d'origines arabes ou saharienne. La planète Arrakis, alias Dune, est une planète composée essentiellement de désert de sable qui lui confère une certaine similitude avec les zones désertiques de la Terre. L'utilisation de ce vocabulaire par les Fremen, peuple issu des nomades Zensunni, trouve son origine dans la lointaine parenté avec l'ancienne religion de l'Islam terrienne.

## A
- Aba (ابا) : Robe en arabe. Désigne une robe noire de cérémonie religieuse Fremen.
- Abomination : L'Abomination est un concept proche de la possession par les ancêtres. Est considéré comme Abomination un pré-né dont la personnalité propre a cédé devant celle d'un ou plusieurs ancêtres de sa mémoire seconde. Le terme est en particulier attribué à Alia dans Les Enfants de Dune. Les pré-nés étant soumis à l’Épice avant même leur naissance, ils peuvent en être atteints. Ce mal peut également frapper certaines Révérendes Mères comme Anirul, la mère Kwisatz et femme de l’Empereur Shaddam IV. L'abomination fut ouvertement admise par l'auteur originel comme une allégorie littéraire de la schizophrénie.
- Adab (أدب): La mémoire qui exige et qui s’impose à vous.
- Aql (عقل) : Raison en arabe. Désigne une épreuve jugeant de la raison d’un Fremen. C’est la révélation de L’Eau de vie.
- Alam Al-Mithal (عالم المثال) : Monde mystique des similitudes où cessent toutes limitations.
- Amtal (ألام المِتَل) : Duel à mort dans Dune. Il répartit la propriété au sein des Fremen et permet le choix du Naib.
- Arbitre du Changement : Désigné par le Haut Conseil du Landsraad et l'Empereur pour surveiller un changement de fief, une rétribution, ou une bataille dans une Guerre des Assassins. L'autorité de l'Arbitre ne peut être contestée que devant le Haut Conseil et en présence de l'Empereur.
- Art étrange :  L’Art étrange fait partie d’une spécialité martiale à main nue. Il incorpore les méthodes de l’entraînement Prana-Bindu. L’Art étrange optimise le contrôle des muscles et de cette façon permet de distribuer des coups plus puissants et de se déplacer avec extrême vitesse et précision.
- Atomique : Atomique (souvent employé par son pluriel atomiques) est un terme désignant les armes nucléaires. Ces armes sont interdites par la Grande Convention.
- Axlolt : voir Cuve Axlotl

## B
- Bashar : Le Bashar est un officier supérieur Sardaukar. Son rang se situe entre le colonel et le général.
- Belluaire : Les belluaires sont un groupe ou une société établie en confrérie sur un ensemble de planètes au cours de la Grande Dispersion. Ils semblent être les maîtres des Futars.
- Bible catholique orange : La Bible catholique orange est le livre de référence de l'Univers de Dune. Il impose notamment le commandement issu du Jihad butlérien : « Tu ne feras point de machine à l’esprit de l’Homme semblable ».
- Bouclier (1) : Champ protecteur créé par un champ Holtzman.
- Bouclier (2) : Chaîne rocheuse d'Arrakis. Préserve la cité d'Arrakeen des tempêtes Coriolis du désert
- Brûle-pierre : Un brûle-pierre est un type d’arme atomique. L’explosion et les radiations peuvent être précisément ajustées en fonction de l’effet désiré.
- Bourka (برقع) : Robe des Fremen.
- Burseg : le Burseg est un officier général. Ce grade est notamment présent chez les Sardaukars de l’armée impériale.

## C
- Chaumas X : Le Chaumas X désigne le poison administré par la nourriture solide. Le Chaumas s’oppose notamment au Chaumurky.
- Chaumurky : Le Chaumurky désigne le poison administré par une boisson. Le Chaumurky s’oppose notamment au Chaumas.
- CHOM : le CHOM (Combinat des Honnêtes Ober Marchands) est la structure économique unique de l’Imperium.
- Calendrier impérial : L’origine du calendrier est la création de la Guilde spatiale. Les évènements racontés dans Dune prennent place au XIe millénaire après la Guilde. Le roman commence en 10191.
- Chakobsa :  Le Chakobsa est le langage des Fremen. Initialement parlé par les peuples nomades ou chasseurs, il est aussi connu du Bene Gesserit.
- Chenille : voir Moissonneuse
- Cielago : Petite chauve-souris modifiée d'Arrakis, il permet le transport des messages Distrans.
- Cogitor : Les Cogitors et Cogitrices sont des hommes et des femmes ayant choisi d'abandonner leur existence mortelle et leurs corps afin de devenir de purs cerveaux protégés par de l'électrafluide. Ainsi libérés du monde physique et de la mortalité, les Cogitors se tournent vers leur réflexion et peuvent s'y plonger pendant des siècles.  Ils apparaissent dans les préquelles du cycle initial de Dune écrites par Brian Herbert et Kevin J. Anderson.
- Contrebandier  : Désigne une personne en rapport avec le commerce, le transport et la récolte de l'épice de contrebande ou de manière légale. Ils sont tolérés sur Dune dans une certaine mesure du fait de leurs avantages.
- Coriolis : voir Tempête Coriolis
- Cuve Axlotl : Les cuves Axlotl sont une technologie développée par le Bene Tleilax afin de créer un Ghola. Cette technique restée longtemps mystérieuse, permet de cloner tout être humain à partir de l'ADN de cellules recueillies sur un corps mort ou vivant.
- Cymek : Les cymek sont des cyborgs. S’inspirant des Cogitors, les premiers cymek appelés Titans, n’hésitent pas à abandonner leurs corps physiques dans le but de s’affranchir des limites de ceux-ci. Sous le joug d'Omnius, des cymeks tardifs grossiront les rangs des Machines Pensantes. Ces derniers seront nommés néo-cymeks.  Ils apparaissent dans les préquelles du cycle initial de Dune écrites par Brian Herbert et Kevin J. Anderson.

## D
- Danseur-Visage : Les Danseurs-Visages sont des êtres polymorphes utilisés surtout en tant qu’assassins. Ils sont des créations des Tleilaxu. Un Danseur-Visage est une sorte de caméléon humain pouvant à son gré transformer son apparence et sa voix. Ils sont hermaphrodites et stériles.
- Diseuse de Vérité : Les Diseuses de Vérité sont des Révérendes Mères du Bene Gesserit spécialement entraînées pour déterminer si quelqu'un ment en analysant sa façon de parler, son langage corporel ou d’autres signes physiques comme le pouls. Elles peuvent ainsi détecter la vérité dans les propos entendus.
- Distille : Le distille est la tenue portée par les Fremen. À la fois vêtement et système de recyclage, le distille est indispensable à la survie sur Arrakis, il recouvre l’ensemble du corps et permet de récupérer les fluides corporels de façon à ne perdre aucune goutte d’eau. Un système de filtrage permet à son porteur de boire l’eau ainsi recyclée.
- Distrans : Les distrans sont des appareils utilisés pour pratiquer une impression neurale sur le système nerveux des oiseaux ou chiroptères. Le message s’intègre au cri normal de la créature et peut être lu par un autre distrans.

## E
- Eau de Vie : L'Eau de Vie est une substance issue de l’eau dans laquelle est noyé un ver nouveau-né. Au cours des rites Fremen, une Sayyadina ou une Révérende Mère peut transformer l’Eau-poison, en adaptant son métabolisme. L’Eau transformée est par la suite bue par l’ensemble de la tribu, donnant lieu à l’Orgie Tau. Cette substance est également employée par les Bene Gesserit afin de provoquer l’agonie nécessaire au passage du statut d’apprentie à celui de Révérende Mère, par un contrôle métabolique similaire à celui requis pour les Révérendes Mères « sauvages » des Fremen.
- Effet Holtzman : Tio Holtzman a développé une technologie d'annulation gravifique. Les générateurs Holtzman sont utilisés dans tout l'Empire, que ce soit pour les déplacements des Longs-courriers de la Guilde, dans l'armement (bouclier), ou dans des usages plus quotidiens comme les suspenseurs.
- Épice gériatrique : L’Épice, ou Mélange, est une substance produite sur la planète Arrakis par les vers des sables dont elle est une sécrétion. C’est une sorte de drogue qui prolonge la vie, renforce les défenses immunitaires, et permet les voyages interstellaires pour les navigateurs de la Guilde. Elle provoque une forme de prescience sans laquelle toute navigation interstellaire rapide est rendue impossible. Avant l’utilisation de l’Épice, les voyages spatiaux étaient très longs et dangereux.

## F
- Faiseur, petit-faiseur : voir Ver des sables
- Fedaykin (فدائيون) : de l'arabe Fedayin, ceux qui sont prêts à se sacrifier. Ce sont les commandos de la mort des Fremen. Les Fedaykins sont des guerriers Fremen d’élite qui constituent à la fois la garde rapprochée de Muad'Dib et l’avant-garde des forces qui renverseront l’Empire de Shaddam IV, à l’issue de la crise d’Arrakis.
- Fremen : Tribus libres d'Arrakis habitants du désert, ils sont le peuple pionnier de Dune, descendants des nomades Zensunni.
- Fremkit : Kit de survie de base des Fremen du désert d’Arrakis.

## G
- Gemmone : Les Gemmones sont des pierres précieuses issues de Buzzell. Les Gemmones sont produites à partir de carapace abrasée d’une créature marine monopode. En fonction de la lumière et du contact avec la peau du porteur, elles brillent de couleurs irisées. Parfaitement sphériques, leurs rareté en fait, de même que l’Épice, une monnaie d’échange puissante. Dans les compléments Après Dune de Brian Herbert et Kevin J. Anderson, ces sortes de coquillages à nacre sont récoltés par les Phibiens, des humains adaptés à la mer.
- Ghanima ou Ghanīma (غنيمة) : Butin ou prise de guerre. Désigne généralement un objet acquis pendant une bataille.
- Ghola : Les gholas sont des clones, fruits des expérimentations du Bene Tleilax, créés dans les cuves Axlotl à partir de cellules de personnes défuntes.
- Gom Jabbar : Le Gom Jabbar est une aiguille empoisonnée employée par les sœurs du Bene Gesserit. Il permet de tuer les non-humains, c’est-à-dire les hommes qui n’ont pas maîtrisé leurs réflexes animaux. Ce nom signifie littéralement « le Haut ennemi ».
- Grande Convention : La Grande Convention est l'un des textes fondateurs qui garde l'équilibre politique de l'univers, établie entre l'Impérium, la Guilde spatiale et le Landsraad.
- Grande Dispersion : La Grande Dispersion est l'un des événements qui succède à la mort de l'empereur Leto ; à la suite du maintien dans une société ultra contrôlée par celui-ci, l'Humanité s'éparpille dans l'ensemble de l'Univers, vers des régions connues ou encore inexplorées
- Grandes Maisons : Les Grandes Maisons sont des familles majeures et mineures de l'Impérium. Elles exercent un pouvoir politique au sein du Landsraad ainsi qu'une activité commerciale ou industrielle dans leur fief (une ou plusieurs planètes).
- Guilde spatiale : La Guilde est une des principales organisations de l'Univers. Son siège est situé sur la planète Jonction. Elle possède le monopole absolu des voyages spatiaux et assure les transports selon un principe de neutralité.

## H
- Haddj : de l'arabe Hajj, Pèlerinage.

## J
- Jihad (جهاد) : Guerre sainte (Jihad Butlérien ou Jihad des Atréides).
- Jus de sapho : voir Sapho

## K
- Krys : Le Krys est un poignard Fremen fabriqué à partir d'une dent de ver des sables.
- Kwisatz Haderach : Le Kwisatz Haderach, littéralement « Le court chemin », est l'individu qui doit résulter des siècles de sélection génétique du Bene Gesserit.

## L
- Landsraad : Le Landsraad est une sorte de parlement rassemblant les maisons majeures et mineures de l'univers connu. Il possède un important rôle politique et économique dans l'Empire et ses représentants traitent avec l'Empereur Padishah ou divers organismes tels que le CHOM ou la Guilde spatiale.
- Levenbrech : Levenbrech est un grade militaire Sardaukar. Il doit être équivalent à lieutenant ou capitaine. Il s’agirait du grade juste en dessous de celui de Bashar.

## M
- Mahdi (مَهْديّ) : Guide, messie. Les Fremen voient le mahdi en Paul Atréides à son arrivée sur Arrakis
- Mémoire Seconde : La Mémoire Seconde est la faculté qu'obtient chaque Révérende Mère lors de « l'Agonie de l'Épice » et qui lui permet d'avoir les souvenirs de toutes ses ancêtres femmes.
- Mentat : les mentats sont des « ordinateurs humains », des personnes dont les capacités d’observation et de raisonnement sont poussées à un niveau extrême. Ils appartiennent à un ordre fondé par Gilbertus Alban, selon l’entraînement du robot Érasme.
- Missionaria Protectiva : La Missionaria Protectiva est une technique de manipulation des masses utilisée par les sœurs du Bene Gesserit, qui consiste à user de leur influence mystique pour diffuser un faux savoir secret, fait de mythes et de croyances et ainsi d’élaborer, générations après générations, les fondements d’une religion qu'elles pourront orienter selon leurs fins.
- Moissonneuse : Une moissonneuse, aussi appelée chenille en rapport à sa forme, est une machine-usine servant à récolter l'épice sur Arrakis.
- Muad'Dib : Une Muad'Dib est une petite souris particulièrement adaptée à la vie dans le désert d'Arrakis. Une silhouette lui ressemble sur la seconde lune de la planète. Admirée par les Fremen, c'est le nom donné à Paul Atréides après son « Agonie de l'Épice »  Le sens le plus plausible à admettre est plutôt en rapport avec les qualités du héros . Muadib المُؤدِّب arabe désigne celui qui donne le « adab » mot polysémique signifiant aussi bien l’éducation que l’instruction, la bienséance les belles lettres que la sagesse. Dans cette fiction il faut l’entendre comme le maitre et vengeur مؤدِّب (مع كسر الدال) contrairement a Muad'dabمع فتح الدال) المؤدَّب)«l’initié » .  L’univers de Dune est aussi inspiré du monde désertique tel que le Sahara où les touareg sont une ethnie du peuple Amazigh dont l’étymologie exacte est homme libre . Fremen.

## N
- Naib : (de l'arabe نائب qui veut dire representant ) Les Naibs sont les chef des sietchs. Le plus connu des naibs étant Stilgar du Sietch Tabr, ami de Muad'Dib et protecteurs des jumeaux Leto et Ghanima.

## O
- Orgie Tau : Les orgies Tau sont des rites Fremen durant lesquels l’Eau de Vie, issue de la noyade d’un petit ver des sables, doit être transmutée par une Sayyadina afin de pouvoir être bue sans danger par les Fremen. Dans l’ivresse induite par l’Eau de la Vie, les Fremen réalisent leur union.
- Ornithoptère : Un ornithoptère est un aéronef à propulsion par ailes battantes et fusées. De taille variable en fonction de son utilité, il peut être affecté au simple transport de quelques personnes ou pour les plus gros au déplacement des chenilles récoltant l'épice sur Arrakis.

## P
- Powindah : Powindah est un terme Tleilaxu péjoratif utilisé par les membres du Bene Tleilax pour désigner toutes les populations n’appartenant pas à leur organisation. Cela désigne aussi bien les Honorées Matriarches que les Révérendes Mères du Bene Gesserit, mais aussi les membres de la Guilde spatiale. Il désigne toute personne qui n’a pas la « Vraie Foi », religion du Tleilax vénérant les vers des sables comme les « prophètes » du dieu unique, dont le culte sera reporté sur Leto II, Empereur-dieu de Dune, qui vécut en symbiose avec un corps de ver des sables, après la mort de celui-ci.
- Prana-Bindu : Le Prana-Bindu est une technique d'entrainement du corps humain, au travers du contrôle de la respiration (prana) et du contrôle musculaire (bindu), développé par le Bene Gesserit.
- Pré-né : Personne ayant reçu une mémoire seconde avant sa naissance, notamment si sa mère vit l'agonie de l'Épice alors qu'elle est enceinte. Cette personne accède donc à la conscience avant sa naissance, et court le risque d'être une Abomination, dominée par la personnalité d'un de ses ancêtres. Alia, Leto II et Ghanima sont des Pré-nés.
- Prescience : La prescience est un don développé chez certains individus notamment par l'absorption de Mélange. Il ne permet pas de connaître réellement l'avenir mais d'envisager plusieurs voies possibles. Ce don est en particulier utilisé par les navigateurs de la Guilde afin de choisir le trajet des longs-courriers, mais sera surtout exploité par l'empereur Leto afin de guider l'humanité sur le Sentier d'Or.

## R
- Révérende Mère : Une Révérende Mère est une membre de l’ordre du Bene Gesserit. À la fin de leur éducation et de leur entrainement, les acolytes du Bene Gesserit subissent l’épreuve de l’« Agonie de l’épice ». Il existe également des Révérendes Mères au sein de la communauté Fremen, elles sont les prêtresses principales des rites religieux.
- Riz Pundi : Le riz Pundi est une variété mutante de riz riche en sucre naturel. Produit sur Caladan, dont il constitue la principale exportation, ses grains peuvent atteindre quatre centimètres de long. Le gâteau de riz Pundi est le dessert préféré de Leto Atréides, père de Paul.

## S
- Sapho : Le sapho, ou jus de sapho, est une boisson extraite des racines d'Ecaz. Ses propriétés hautement énergétique font qu'il est particulièrement utilisé par les mentats
- Sardaukar : Les Sardaukar sont les soldats d'élite de l'Impérium, directement sous les ordres de l'empereur Padishah.
- Sayyadina : Une Sayyadina est une prêtresse Fremen. Elle assure les rites religieux mais, pour les plus importants, ne peut être que l'assistante d'une Révérende Mère.
- Sietch : Mot chakobsa, le sietch désigne à l'origine un refuge. Son sens a évolué pour signifier un lieu habité par les Fremen.

## T
- Tempête Coriolis : Tempête de sable très violente, une tempête Coriolis est un des phénomènes météorologiques majeurs sur Arrakis. La révolution de la planète accroit la vitesse du vent qui peut alors atteindre parfois 700 kilomètres à l'heure. Le sable du désert soulevé peut ainsi détruire toute machine prise dans la tempête, seules quelques formations rocheuses, comme le Bouclier par exemple, permettent de se protéger de sa force.
- Truite des sables : Les truites des sables sont de petits animaux, sorte de poisson plat, nageant dans les sables d’Arrakis. Elles font partie intégrante du cycle de vie du ver des sables et de production de l'Épice.
- Truitesses : Les Truitesses sont une armée d'élite exclusivement féminine de l'empereur Leto II. À l'origine seulement garde rapprochée de l'empereur, elles deviennent par la suite son représentant sur chaque planète de l'Impérium.

## Z
- Zenchiite : Le Zenchiisme est une secte islamique. Les préceptes religieux Zenchiite sont un hybride entre le Bouddhisme Zen et le Chiisme.
- Zensunni : Le Zensunni est une secte islamique qui rompit vers 1381 après la Guilde avec les enseignements du Troisième Mahomet. La religion zensunni se caractérise par l'importance  du patriarcat et du mysticisme. Formant un groupe réduit, les Zensunni furent déportés sur plusieurs planètes comme colons, avant d’acheter leur passage sur Arrakis en 7193. Là, ayant acquis une relative liberté, ils prirent conscience qu’ils formaient un peuple et prirent le nom de Fremen, révoquant leur ancien nom de Vagabonds Zensunni. Les préceptes religieux Zensunni sont un hybride entre le bouddhisme zen et l’islam sunnite.

## Sources, notes et références
Le lexique proposé ici est en partie tiré du Lexique de l'Impérium proposé à la fin de certains des romans de Frank Herbert ou de ceux proposés par Brian Herbert et Kevin J. Anderson.